# Moisés Paniagua
Moisés Paniagua Leaño (ur. 16 sierpnia 2007 w Tariji) – boliwijski piłkarz występujący na pozycji napastnika, od 2022 roku zawodnik Always Ready.
Jego brat Emanuel Paniagua również jest piłkarzem.